# Luncoiu de Jos
Luncoiu de Jos (en hongrois : Alsólunkoj, en allemand : Langenthal) est une commune du Județ de Hunedoara en Transylvanie, (Roumanie).